# 서아프리카 전역 (제2차 세계 대전)
제2차 세계 대전 중에 일어난 서아프리카 전역에 진행된 전투들로 크게 프랑스령 서아프리카의 다카르 전투(또는 메너스 작전이라고 함)와 프랑스령 적도 아프리카의 가봉 전투로 나뉜다. 이 당시 연합군은 비시 프랑스가 점령하고 있는 프랑스의 식민지 지역을 공격하기로 하였다.
가봉 전투 이후 자유 프랑스가 프랑스령 적도 아프리카을 점령하였지만, 프랑스령 서아프리카는 북아프리카에서 토치 작전이 진행되어 연합군이 아프리카에 상륙하게 되는 1942년 11월까지 비시 프랑스 통치하에 있었다.

## 작전의 진행
프랑스 전함 리슐리외가 프랑스령 서아프리카의 세네갈, 다카르의 항구를 1940년 7월 10일에 포격하자 아프리카에서의 반영국 정서가 늘어나기 시작했다. 같은 해 8월에는 자유 프랑스의 장군인 샤를르 드골이 프랑스령 기니의 코나크리로 상륙하며 제한된 육로를 통해 진군했다. 그는 점차 유명세를 얻기 시작하는 자유 프랑스 운동을 지원하기 위해 다카르에서 자유 프랑스에 합류하라는 제안을 하였다. 하지만 드골의 이 제안은 다카르에서의 영국군 행동으로 인해 막히게 되었다.
9월 18일에는 세 척의 프랑스 경순양함 프랑스 순양함 조르주 레이구스, 프랑스 순양함 글로레, 프랑스 순양함 몬트켈림이 리브르빌로 가는 도중에 연합군 선박이 가로채 갔다. 이 과정에서 연합군의 중순양함인 영국 순양함 오스트레일리아가 격침되었다. 세 프랑스 경순양함은 연합군에게 강제고 해체당했다.

### 프랑스령 서아프리카
비시 프랑스의 저항은 프랑스 함선에 대한 공격의 결과로 굳어졌다. 다카르 전투(1940년 9월 23일 ~ 25일)에서 연합군은 그들이 편안히 도시를 점령할 수 있도록 다카르의 비시 프랑스군의 수비수를 설득하는 것에 실패했다. 연합군은 처음 비시 세력을 설득하기 위해 선전을 하였다. 또, 그들은 무력으로 다카르를 점령하는 것을 시도했다. 두 시도는 실패로 끝났다. 연합군은 프랑스령 서아프리카를 점령하는 대신, 전략적으로 프랑스령 적도아프리카를 점령하기를 희망했다.

### 프랑스령 적도아프리카
11월 8일부터 12일까지 리브로빌에서 자유 프랑스군이 진군하여 점령에 성공했다.

## 결과
자유 프랑스군은 프랑스령 적도아프리카에서 군사를 다지는데 성공하여 그보다 북부인 북아프리카 전역을 지원할 수 있게 되었다. 그러나, 프랑스령 서아프리카 지역은 횃불 작전으로 1942년 11월 상륙하여 항복할 때까지 연합군에 합류하지 않았다.

## 같이 보기
- 프랑스 해방